# Jiang Yi-hua
Jiang Yi-hua (Chino tradicional: 江宜樺; Wade-Giles: Chiang I-hua; Pinyin: Jiāng Yī Huá; nacido en Keelung, Taiwán el 11 de noviembre de 1960) es un político taiwanés y fue primer ministro de la República de China entre 2013 y 2014.
Antes de su nombramiento como primer ministro, Jiang era el vice primer ministro de la República de China a partir de 2012-2013. Se desempeñó como ministro del Interior desde 2009-2012 y ministro de la Comisión de Investigación, Desarrollo y Evaluación del Yuan Ejecutivo de 2008-2009.
Jiang obtuvo su doctorado en ciencias políticas de la Universidad de Yale, Estados Unidos. Hizo su maestría y licenciatura en ciencias políticas de la Universidad Nacional de Taiwán.
Jiang renunció a su cargo de primer ministro de Taiwán debido a la derrota de su partido, el Kuomintang, en las Elecciones municipales de la República de China de 2014.